# アコース語
アコース語（アコースご、アコース語: Akɔɔse、英: Kose language）はバントゥー語群に属する言語である。カメルーンの南西州に居住するバコシ族の人々によって話されている。言語別称は、Akosi, Bakossi, Bekoose, Koose, Kosi, Nkoosi, Nkosi。英語、フランス語、ドゥアラ語からの借用語が多いことが特徴である。